# Силандро
Силандро (итал. Silandro, нем. Schlanders) — коммуна в Италии, располагается в регионе Трентино — Альто-Адидже, в провинции Больцано.
Население составляет 6 186 человек (30-9-2018), плотность населения — 53,71 чел./км². Занимает площадь 115 км². Почтовый индекс — 39028. Телефонный код — 0473.
Покровительницей коммуны почитается Пресвятая Богородица, Её Успение празднуется 15 августа. 

## Демография
Динамика населения:

## Известные уроженцы и жители
- Теймер, Мартин Рохус (1778—1838) — тирольский военный деятель.
- Тумлер, Мариан (1887—1987) — австрийский историк и теолог, великий магистр Тевтонского ордена в 1948—1970.
- Шёнгерр, Карл (1867—1943) — австрийский писатель, драматург, врач.

## Города-побратимы
- Бёль-Иггельхайм, Германия
- Санкт-Антон-ам-Арльберг, Австрия

## Администрация коммуны
- Официальный сайт: http://www.silandro.it

## Примечание
1. ↑  Statistiche demografiche ISTAT. demo.istat.it. Дата обращения: 13 декабря 2019. Архивировано 14 января 2018 года.